# Nico Müller
Nico Müller (ur. 25 lutego 1992 w Thun) – szwajcarski kierowca wyścigowy.

## Kariera

### Formuła Renault
Szwajcar karierę rozpoczął od startów w kartingu, w roku 2004. Po jej zakończeniu, w 2008 roku rozpoczął poważną karierę wyścigową, debiutując we Szwajcarskiej Formule Renault, w ekipie Jenzer Motorport (zmagania w niej zakończył na 5. pozycji z dorobkiem trzech miejsc na podium, w tym jednego zwycięstwa). Ze szwajcarskim zespołem wystąpił również w kilku wyścigach włoskiej oraz południowo-europejskiej edycji, jednakże bez sukcesu. Dobrze spisał się w zimowym cyklu włoskiej kategorii, plasując się na 3. lokacie.
W kolejnym sezonie startował równolegle w Europejskiej oraz (ponownie) Szwajcarskiej Formule Renault. W drugim podejściu zdominował szwajcarską serię, wygrywając dziewięć z dwunastu wyścigów, w których wziął udział. Dużo silniej obsadzony europejski serial zakończył na 11. miejscu, z dorobkiem jednego miejsca na podium.

### Seria GP3
W sezonie 2010 (również we szwajcarskiej stajni) brał udział w nowo utworzonej serii GP3. Zaledwie 18-letni zawodnik spisał się nadspodziewanie dobrze w mocno obsadzonej serii, zajmując wysokie 3. miejsce w końcowej klasyfikacji. W tym czasie czterokrotnie stanął na podium, z czego dwukrotnie na najwyższym stopniu. Poza tym Muller sięgnął również po pole position, na niezwykle krętym i technicznym torze Hungaroring (wyścig ukończył na trzecim pozycji).
Pomimo sporych nadziei, początek kolejnego roku współpracy nie układał się najlepiej dla Szwajcara. W dziesięciu wyścigach zaledwie dwukrotnie dojechał na punktowanej pozycji, zajmując odpowiednio piąte oraz pierwsze miejsce w pierwszych wyścigach na torze Circuit de Catalunya oraz Silverstone. Nico po regularne punkty zaczął sięgać dopiero w trzech ostatnich rundach sezonu (zajmując przy tym dwukrotnie najniższy stopień podium, w sprintach na Spa-Francorchamps oraz Monza), dzięki czemu zmagania zakończył na 4. lokacie.

### Formuła Renault 3.5
Na sezon 2012 Müller przeniósł się do Formuły Renault 3.5. Startując w zespole International Draco Racing zdołał raz stanąć na podium (2 miejsce w pierwszym wyścigu na Nürburgringu). Z dorobkiem 78 punktów zakończył sezon na 9 pozycji w klasyfikacji kierowców.
Na kolejny sezon startów przedłużył kontrakt z International Draco Racing. W ciągu 17 wyścigów trzykrotnie stawał na podium, a dwa razy na jego najwyższym stopniu. Z dorobkiem 143 punktów uplasował się na piątym miejscu w klasyfikacji generalnej.

### Deutsche Tourenwagen Masters

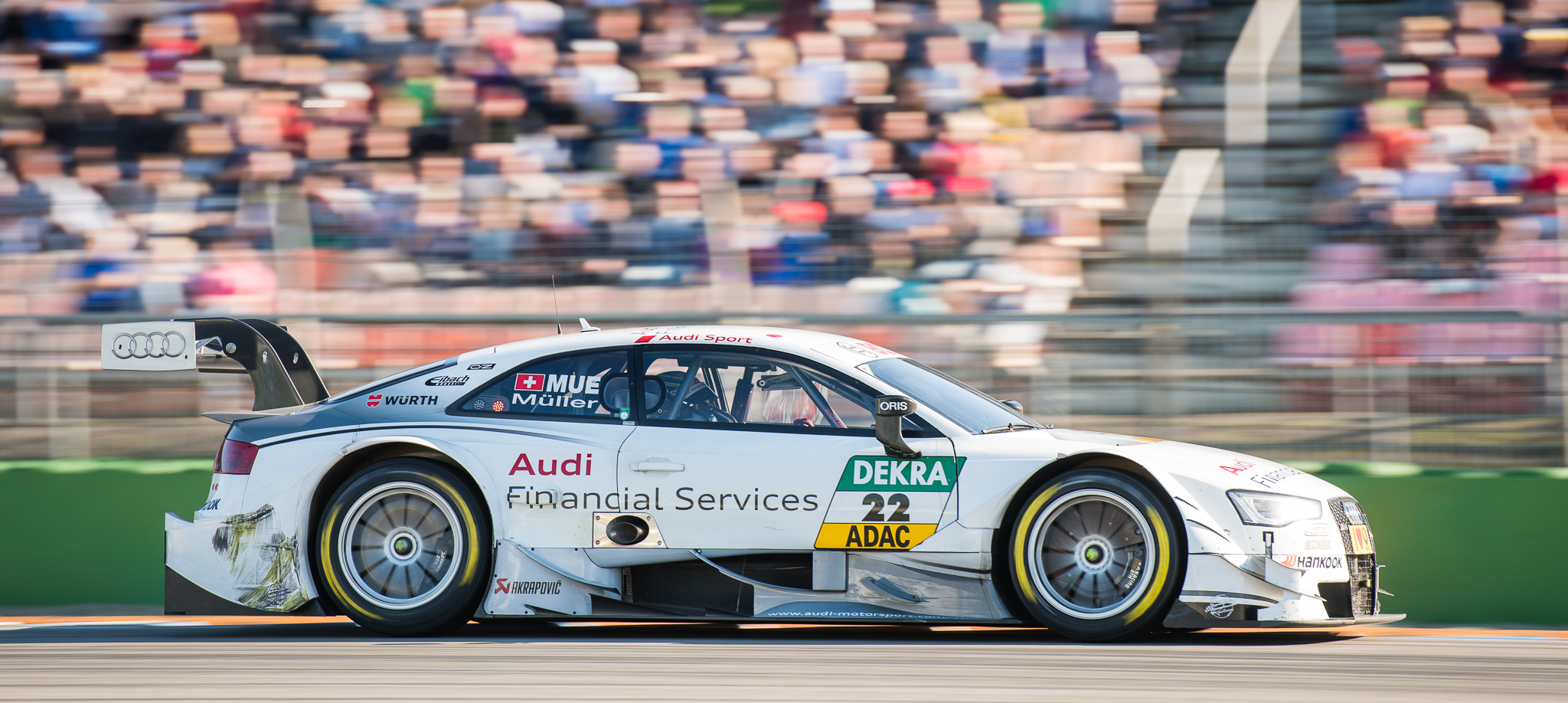
Nico Müller, Deutsche Tourenwagen Masters 2014 - Hockenheimring

W 2014 roku Müller dołączył do stawki Deutsche Tourenwagen Masters w zespole Audi Sport Team Rosberg. W ciągu dziesięciu wyścigów uzbierał łącznie dziesięć punktów, co dało mu dziewiętnaste miejsce w klasyfikacji generalnej.

## Statystyki
| Sezon | Seria                                  | Zespół                     | Wyścigi | Zwycięstwa | PP | NO | Podium | Punkty | Pozycja |
| ----- | -------------------------------------- | -------------------------- | ------- | ---------- | -- | -- | ------ | ------ | ------- |
| 2008  | Szwajcarska Formuła Renault            | Jenzer Motorsport          | 12      | 1          | 0  | 0  | 3      | 174    | 5       |
| 2008  | Włoska Formuła Renault                 | Jenzer Motorsport          | 4       | 0          | 0  | 0  | 0      | 8      | 32      |
| 2008  | Formuła Renault WEC                    | Jenzer Motorsport          | 2       | 0          | 0  | 0  | 0      | 0      | 52      |
| 2008  | Włoska Formuła Renault (edycja zimowa) | Jenzer Motorsport          | 2       | 0          | 0  | 0  | 2      | 52     | 3       |
| 2009  | Europejska Formuła Renault             | Jenzer Motorsport          | 14      | 0          | 0  | 0  | 1      | 25     | 11      |
| 2009  | Szwajcarska Formuła Renault            | Jenzer Motorsport          | 12      | 9          | 9  | 8  | 12     | 317    | 1       |
| 2010  | Seria GP3                              | Jenzer Motorsport          | 16      | 2          | 1  | 2  | 4      | 53     | 3       |
| 2011  | Seria GP3                              | Jenzer Motorsport          | 16      | 1          | 0  | 0  | 3      | 36     | 4       |
| 2012  | Formuła Renault 3.5                    | International Draco Racing | 17      | 0          | 0  | 0  | 1      | 78     | 9       |
| 2013  | Formuła Renault 3.5                    | International Draco Racing | 17      | 2          | 1  | 0  | 3      | 143    | 5       |
| 2014  | Deutsche Tourenwagen Masters           | Audi Sport Team Rosberg    | 10      | 0          | 0  | 0  | 1      | 10     | 19      |
| 2014  | 24h Nürburgring - SP9 GT3              | G-Drive Racing             | 1       | 0          | 0  | 0  | 0      | N/A    | NU      |

## Wyniki w GP3
| Legenda oznaczeń w tabelach wyników Wyświetl szablon na nowej stronie | Legenda oznaczeń w tabelach wyników Wyświetl szablon na nowej stronie                                                                     |
| Oznaczenie                                                            | Wyjaśnienie |
| --------------------------------------------------------------------- | --- |
| Złoty                                                                 | Zwycięzca lub mistrzostwo |
| Srebrny                                                               | 2. miejsce lub wicemistrzostwo |
| Brązowy                                                               | 3. miejsce lub II wicemistrzostwo |
| Zielony                                                               | Ukończył, punktował (w klasyfikacji generalnej, gdy zdobył co najmniej jeden punkt na przestrzeni sezonu, poza trzema powyższymi opcjami) |
| Niebieski                                                             | Ukończył, nie punktował (w klasyfikacji generalnej, gdy nie zdobył co najmniej jednego punktu na przestrzeni sezonu)                      |
| Czerwony                                                              | Nie zakwalifikował się (NZ) |
| Czerwony                                                              | Nie prekwalifikował się (NPK) |
| Różowy                                                                | Nie ukończył (NU) |
| Różowy                                                                | Niesklasyfikowany (NS) (w klasyfikacji generalnej, gdy nie został sklasyfikowany w żadnym wyścigu sezonu)                                 |
| Czarny                                                                | Zdyskwalifikowany (DK) |
| Czarny                                                                | Wykluczony (WYK/EX) |
| Biały                                                                 | Nie wystartował (NW) |
| Biały                                                                 | Kontuzjowany (K/INJ) |
| Biały                                                                 | Wyścig odwołany (OD/C) |
| Bez koloru                                                            | Został wycofany (WYC/WD) |
| Bez koloru                                                            | Nie przybył (NP/DNA) |
| Bez koloru                                                            | Nie brał udziału w treningach (NT/DNP) |
| Bez koloru                                                            | Nie został zgłoszony (–) |
| Pogrubienie                                                           | Start z pole position |
| Kursywa                                                               | Najszybsze okrążenie wyścigu |
| †                                                                     | Nie ukończył, ale jego rezultat został zaliczony ze względu na przejechanie więcej niż 90% dystansu wyścigu.                              |
| *                                                                     | Sezon w trakcie |
| 1/2/3                                                                 | Punktowana pozycja w sprincie kwalifikacyjnym                                                                                             |
| Lista systemów punktacji Formuły 1                                    | |

| Rok  | Zespół            | Wyniki w poszczególnych eliminacjach | Wyniki w poszczególnych eliminacjach | Wyniki w poszczególnych eliminacjach | Wyniki w poszczególnych eliminacjach | Wyniki w poszczególnych eliminacjach | Wyniki w poszczególnych eliminacjach | Wyniki w poszczególnych eliminacjach | Wyniki w poszczególnych eliminacjach | Wyniki w poszczególnych eliminacjach | Wyniki w poszczególnych eliminacjach | Wyniki w poszczególnych eliminacjach | Wyniki w poszczególnych eliminacjach | Wyniki w poszczególnych eliminacjach | Wyniki w poszczególnych eliminacjach | Wyniki w poszczególnych eliminacjach | Wyniki w poszczególnych eliminacjach | Punkty | Pozycja |
| ---- | ----------------- | ------------------------------------ | ------------------------------------ | ------------------------------------ | ------------------------------------ | ------------------------------------ | ------------------------------------ | ------------------------------------ | ------------------------------------ | ------------------------------------ | ------------------------------------ | ------------------------------------ | ------------------------------------ | ------------------------------------ | ------------------------------------ | ------------------------------------ | ------------------------------------ | ------ | ------- |
| 2010 | Jenzer Motorsport | ESP                                  | ESP                                  | TUR                                  | TUR                                  | VAL                                  | VAL                                  | GBR                                  | GBR                                  | DEU                                  | DEU                                  | HUN                                  | HUN                                  | BEL                                  | BEL                                  | ITA                                  | ITA                                  | 53     | 3       |
| 2010 | Jenzer Motorsport | 13                                   | 9                                    | 6                                    | 4                                    | 7                                    | 1                                    | 3                                    | 4                                    | NU                                   | 17                                   | 1                                    | 6                                    | 4                                    | 6                                    | 4                                    | 3                                    | 53     | 3       |
| 2011 | Jenzer Motorsport | TUR                                  | TUR                                  | ESP                                  | ESP                                  | VAL                                  | VAL                                  | GBR                                  | GBR                                  | DEU                                  | DEU                                  | HUN                                  | HUN                                  | BEL                                  | BEL                                  | ITA                                  | ITA                                  | 36     | 4       |
| 2011 | Jenzer Motorsport | 11                                   | 15                                   | 5                                    | NU                                   | NU                                   | 14                                   | 1                                    | 11                                   | 15                                   | 7                                    | 4                                    | 5                                    | 7                                    | 3                                    | 4                                    | 3                                    | 36     | 4       |

## Wyniki w Formule Renault 3.5
| Legenda oznaczeń w tabelach wyników Wyświetl szablon na nowej stronie | Legenda oznaczeń w tabelach wyników Wyświetl szablon na nowej stronie                                                                     |
| Oznaczenie                                                            | Wyjaśnienie |
| --------------------------------------------------------------------- | --- |
| Złoty                                                                 | Zwycięzca lub mistrzostwo |
| Srebrny                                                               | 2. miejsce lub wicemistrzostwo |
| Brązowy                                                               | 3. miejsce lub II wicemistrzostwo |
| Zielony                                                               | Ukończył, punktował (w klasyfikacji generalnej, gdy zdobył co najmniej jeden punkt na przestrzeni sezonu, poza trzema powyższymi opcjami) |
| Niebieski                                                             | Ukończył, nie punktował (w klasyfikacji generalnej, gdy nie zdobył co najmniej jednego punktu na przestrzeni sezonu)                      |
| Czerwony                                                              | Nie zakwalifikował się (NZ) |
| Czerwony                                                              | Nie prekwalifikował się (NPK) |
| Różowy                                                                | Nie ukończył (NU) |
| Różowy                                                                | Niesklasyfikowany (NS) (w klasyfikacji generalnej, gdy nie został sklasyfikowany w żadnym wyścigu sezonu)                                 |
| Czarny                                                                | Zdyskwalifikowany (DK) |
| Czarny                                                                | Wykluczony (WYK/EX) |
| Biały                                                                 | Nie wystartował (NW) |
| Biały                                                                 | Kontuzjowany (K/INJ) |
| Biały                                                                 | Wyścig odwołany (OD/C) |
| Bez koloru                                                            | Został wycofany (WYC/WD) |
| Bez koloru                                                            | Nie przybył (NP/DNA) |
| Bez koloru                                                            | Nie brał udziału w treningach (NT/DNP) |
| Bez koloru                                                            | Nie został zgłoszony (–) |
| Pogrubienie                                                           | Start z pole position |
| Kursywa                                                               | Najszybsze okrążenie wyścigu |
| †                                                                     | Nie ukończył, ale jego rezultat został zaliczony ze względu na przejechanie więcej niż 90% dystansu wyścigu.                              |
| *                                                                     | Sezon w trakcie |
| 1/2/3                                                                 | Punktowana pozycja w sprincie kwalifikacyjnym                                                                                             |
| Lista systemów punktacji Formuły 1                                    | |

| Rok  | Zespół                    | Wyniki w poszczególnych eliminacjach | Wyniki w poszczególnych eliminacjach | Wyniki w poszczególnych eliminacjach | Wyniki w poszczególnych eliminacjach | Wyniki w poszczególnych eliminacjach | Wyniki w poszczególnych eliminacjach | Wyniki w poszczególnych eliminacjach | Wyniki w poszczególnych eliminacjach | Wyniki w poszczególnych eliminacjach | Wyniki w poszczególnych eliminacjach | Wyniki w poszczególnych eliminacjach | Wyniki w poszczególnych eliminacjach | Wyniki w poszczególnych eliminacjach | Wyniki w poszczególnych eliminacjach | Wyniki w poszczególnych eliminacjach | Wyniki w poszczególnych eliminacjach | Wyniki w poszczególnych eliminacjach | Punkty | Pozycja |
| ---- | ------------------------- | ------------------------------------ | ------------------------------------ | ------------------------------------ | ------------------------------------ | ------------------------------------ | ------------------------------------ | ------------------------------------ | ------------------------------------ | ------------------------------------ | ------------------------------------ | ------------------------------------ | ------------------------------------ | ------------------------------------ | ------------------------------------ | ------------------------------------ | ------------------------------------ | ------------------------------------ | ------ | ------- |
| 2012 | International DracoRacing | ARA                                  | ARA                                  | MON                                  | BEL                                  | BEL                                  | DEU                                  | DEU                                  | RUS                                  | RUS                                  | GBR                                  | GBR                                  | HUN                                  | HUN                                  | FRA                                  | FRA                                  | CAT                                  | CAT                                  | 78     | 9       |
| 2012 | International DracoRacing | NU                                   | NU                                   | 5                                    | 5                                    | 4                                    | 2                                    | NU                                   | 8                                    | NU                                   | NU                                   | 7                                    | 6                                    | NU                                   | 8                                    | 7                                    | 12                                   | 15                                   | 78     | 9       |
| 2013 | International DracoRacing | ITA                                  | ITA                                  | ARA                                  | ARA                                  | MON                                  | BEL                                  | BEL                                  | RUS                                  | RUS                                  | AUT                                  | AUT                                  | HUN                                  | HUN                                  | FRA                                  | FRA                                  | CAT                                  | CAT                                  | 143    | 5       |
| 2013 | International DracoRacing | 13                                   | 5                                    | NU                                   | 5                                    | 1                                    | NU                                   | 5                                    | 7                                    | 4                                    | 13                                   | 8                                    | 1                                    | 5                                    | 10                                   | 2                                    | 12                                   | 4                                    | 143    | 5       |